# Coronación (filme)
Coronación é um filme de drama chileno de 2000 dirigido e escrito por Silvio Caiozzi. Foi selecionado como representante do Chile à edição do Oscar 2001, organizada pela Academia de Artes e Ciências Cinematográficas.

## Elenco
- María Cánepa
- Julio Jung